# Raïon de Kotlas
Le raïon de Kotlas (en russe : Ко́тласский райо́н, Kotlasski raïon) est une subdivision administrative (raïon) et une municipalité (okroug municipal) de l'oblast d'Arkhangelsk dans le Nord de la Russie européenne. Situé dans le sud de l'oblast, le raïonestraversé par la Dvina septentrionale et son affluent la Vytchegda. Son centre administratif est la ville de Kotlas, et il compte en tout 306 localités. Sa population s'élevait à 17 228 habitants en 2023.

## Géographie
Le raïon se situe dans l'oblast d'Arkhangelsk, un sujet de la fédération de Russie situé dans le Nord de la Russie européenne. Le sujet fait partie du district fédéral du Nord-Ouest, et il inclus comme tout l'oblast dans la région du Nord. Comme tout l'oblast, il est situé dans le fuseau horaire MSK (heure de Moscou). Le décalage horaire appliqué par rapport au temps universel coordonné est +03:00.